# Vladimir Ivanov (motociclista)
Vladimir Anatol'evič Ivanov (in russo Владимир Анатольевич Иванов?; Leningrado, 25 gennaio 1983) è un pilota motociclistico russo ritiratosi dall'attività agonistica, nel corso della sua carriera ha impiegato anche licenza ucraina.

## Carriera

### Gli inizi
Inizia a correre nei kart all'età di 4 anni e solo a 16 anni decide di passare alle due ruote, correndo inizialmente con minimoto e scooter. Nel 2000 entra nelle competizioni nazionali russe. Nel 2003 e nel 2004 vince il campionato russo supersport. Nel 2005 inizia a correre nella stessa categoria del campionato tedesco e ottiene un risultato a punti nell'europeo.

### Campionato mondiale Supersport
Nel 2006 esordisce nel mondiale Supersport con una Yamaha YZF-R6 del team Vector Racing. Ottiene come miglior risultato in gara il sedicesimo posto nel Gran Premio di Germania tenutosi sull'Eurospeedway e termina la stagione senza marcare punti per la classifica generale piloti.

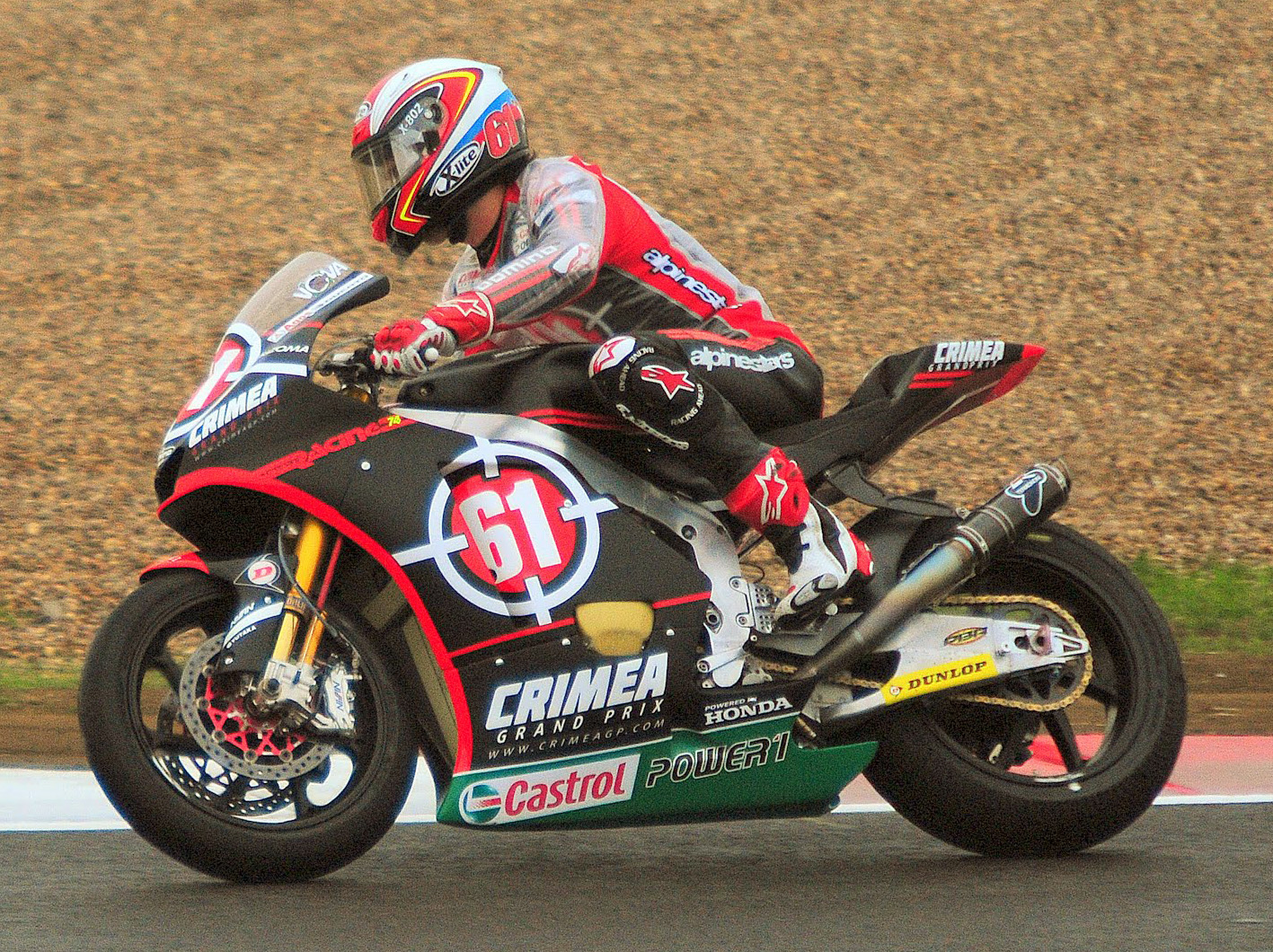
Ivanov sulla Moriwaki MD600 del team Gresini nel 2010.

Nel 2007 viene confermato dal team Vector Racing sempre con la Yamaha YZF-R6. Anche in questa stagione non marca punti validi per la graduatoria piloti, il suo miglior risultato in gara è stato il sedicesimo posto ottenuto in quattro gran premi.
Nello stesso periodo continua a correre nel campionato tedesco supersport, ottenendo tre vittorie nel 2007, mentre nel 2008 termina la stagione al secondo posto alle spalle di Arne Tode con quattro vittorie all'attivo. Nel 2009 corre nella stessa classe del campionato italiano velocità, finendo dodicesimo.

### 2010: la parentesi in Moto2
Nel 2010 diventa il primo pilota a correre con licenza ucraina nel motomondiale gareggiando nella nuova classe Moto2 con una Moriwaki MD600 del team Gresini Racing, con Toni Elías come compagno di squadra. Ottiene come miglior risultato un quattordicesimo posto in Germania e termina la stagione al 37º posto con 2 punti. In questa stagione è costretto a saltare i GP di San Marino e Aragona per infortunio.

### Annate successive
Nel 2011 torna al mondiale Supersport guidando una Honda CBR600RR del team Step Racing; ottiene due piazzamenti a punti ed il 20º posto finale. Nel 2013 corre sulla Kawasaki Ninja ZX-6R del team Lorenzini. Nel round di Imola ha un incidente in gara, che gli ha causato fratture al bacino e a un femore tanto da rendere necessario un ricovero in terapia intensiva. Non prosegue più la stagione, che si conclude con 18 punti iridati e il 21º posto in classifica generale. Rimasto lontano dai campionati mondiali, prosegue la sua carriera nel campionato russo di Superbike, che vince quattro volte, prima di trasferirsi con la famiglia a Dubai dove svolge la mansione di direttore commerciale oltre che pilota professionale di Droni.

## Risultati in gara

### Campionato mondiale Supersport
| 2006 | Moto   |    |    |    |    |    |     |     |    |    |    |    |     |  |  | Punti | Pos. |
| ---- | ------ | -- | -- | -- | -- | -- | --- | --- | -- | -- | -- | -- | --- |  |  | ----- | ---- |
| 2006 | Yamaha | 20 | 19 | 23 | 22 | 25 | Rit | Rit | 24 | 19 | 16 | 25 | Rit |  |  | 0     |      |

| 2007 | Moto   |    |    |    |    |    |    |    |    |     |    |     |    |  |  | Punti | Pos. |
| ---- | ------ | -- | -- | -- | -- | -- | -- | -- | -- | --- | -- | --- | -- |  |  | ----- | ---- |
| 2007 | Yamaha | 16 | 16 | 19 | 19 | 17 | 16 | 16 | 20 | Rit | 20 | Rit | 19 |  |  | 0     |      |

| 2011 | Moto  |    |     |   |     |    |    |     |    |    |  |  |  |  |  | Punti | Pos. |
| ---- | ----- | -- | --- | - | --- | -- | -- | --- | -- | -- |  |  |  |  |  | ----- | ---- |
| 2011 | Honda | 16 | Rit | 9 | Rit | 16 | 11 | Rit | 16 | 21 |  |  |  |  |  | 12    | 20º  |

| 2013 | Moto     |    |     |    |   |    |    |    |  |  |  |  |  |  |  | Punti | Pos. |
| ---- | -------- | -- | --- | -- | - | -- | -- | -- |  |  |  |  |  |  |  | ----- | ---- |
| 2013 | Kawasaki | 11 | Rit | 15 | 9 | 11 | 18 | NP |  |  |  |  |  |  |  | 18    | 21º  |

| Legenda | 1º posto        | 2º posto            | 3º posto           | A punti      | Senza punti        | Grassetto – Pole position Corsivo – Giro più veloce |
| Legenda | Gara non valida | Non qual./Non part. | Ritirato/Non class | Squalificato | '-' Dato non disp. | Grassetto – Pole position Corsivo – Giro più veloce |

### Motomondiale
| 2010 | Classe | Moto     |    |    |    |     |    |    |    |    |    |    |     |     |     |    |     |    |    |    | Punti | Pos. |
| ---- | ------ | -------- | -- | -- | -- | --- | -- | -- | -- | -- | -- | -- | --- | --- | --- | -- | --- | -- | -- | -- | ----- | ---- |
| 2010 | Moto2  | Moriwaki | 26 | 23 | 21 | Rit | 19 | 21 | 18 | 14 | NE | 27 | Rit | Inf | Inf | 32 | Rit | 29 | 25 | 29 | 2     | 37º  |

| Legenda | 1º posto        | 2º posto            | 3º posto            | A punti      | Senza punti        | Grassetto – Pole position Corsivo – Giro più veloce |
| Legenda | Gara non valida | Non qual./Non part. | Ritirato/Non class. | Squalificato | '-' Dato non disp. | Grassetto – Pole position Corsivo – Giro più veloce |